# Sinta (manzana)
Sinta es una  variedad cultivar de manzano (Malus domestica).
Una variedad de manzana que sus parentales de procedencia son 'Golden Delicious' x 'Grimes Golden'. Criado en 1955 en la "Estación de Investigación del Departamento Agrícola de Canadá", Summerland, Columbia Británica, Canadá por K.O. Lapins. Las frutas tienen una pulpa bastante firme, crujiente, cremosa y jugosa. Tolera las zonas de rusticidad según el departamento USDA, de nivel 4.

## Sinonimia
- "8C-4-5"

## Historia
'Sinta' variedad de manzana que procede del cruce de Parental-Madre 'Golden Delicious' x el polen de Parental-Padre 'Grimes Golden'. Desarrollado en 1955 por el Dr. K. O. Lapins en "Dominion Experimental Farm" (ahora llamado "Pacific Agri-Food Research Centre") en Summerland, Columbia Británica (Canadá). Introducido en los circuitos comerciales y nombrado en 1970.
'Sinta' está cultivada en diversos bancos de germoplasma de cultivos vivos, tales como en National Fruit Collection (Colección Nacional de Fruta) de Reino Unido con el número de accesión: 1973-129 y Nombre Accesión : Sinta.

## Características
'Sinta' árbol de porte extendido vigoroso, erguido. Tiene un tiempo de floración que comienza a partir del 5 de mayo con el 10% de floración, para el 10 de mayo tiene una floración completa (80%), y para el 14 de mayo tiene un 90% de caída de pétalos.
'Sinta' tiene una talla de fruto mediano; forma redondo, a menudo irregular; con nervaduras de débiles a medias, y corona débil; epidermis con color de fondo amarillo pálido, con sobre color naranja en una cantidad muy baja, con sobre color patrón chapa lavada, presentando un rubor de color rosa pálido en la cara expuesta al sol, con abundantes lenticelas de "russeting", "russeting" (pardeamiento áspero superficial que presentan algunas variedades) bajo; cáliz muy pequeño y se encuentra en una cuenca calicina profunda y estrecha; pedúnculo tiende a ser algo corto, de grosor medio y se encuentra en una cavidad estrecha y profunda que a menudo está ligeramente tostada; pulpa color crema, de grano fino, firme y crujiente. Sabor jugoso, dulce, vivaz con sabores y aromas melosos.
Su tiempo de recogida de cosecha se inicia a mediados de octubre. Se conserva bien hasta cuatro meses en cámara frigorífica. Le va bien en las ventas a puerta de la granja gracias a su parecido con la Golden Delicious y a su maduración dos semanas antes.

## Usos
Se usa más comúnmente como postre fresco de mesa.

## Ploidismo
Diploide. Auto estéril. Grupo de polinización : C, Día de polinización: 10.